# Савченко, Александр Владимирович
Алекса́ндр Влади́мирович Са́вченко (род. 4 мая 1958 г. Знаменка, Кировоградская область) — украинский банкир, экономист, меценат. Был членом Центрального провода Народного Руха Украины.
Доктор экономических наук, профессор.

## Биография
Александр Савченко окончил Киевский институт народного хозяйства по специальности «Промышленное планирование».
В 1981—1991 гг. преподавал и занимался научной деятельностью в КНЭУ, Киево-Могилянской академии, Гарвардском университете (США), Лондонской школе экономики (Англия).
В 1991—1992 годах заместитель председателя НБУ. С приходом на должность заместителя Председателя Национального банка Украины, разрабатывал основы новой монетарной политики, открывал первый корреспондентский счет Национального банка Украины с западным банком, готовил первую межгосударственную кредитное соглашение, организовывал изготовление и печать национальной валюты — гривны.
1993—1996 гг. годах исполнительный директор Европейского банка реконструкции и развития (ЕБРР). Как исполнительный директор Европейского банка реконструкции и развития, в 1993 году стал первым гражданином Украины, которому доверили представлять интересы своих стран правительства Румынии, Молдовы, Грузии и Армении. Во время его работы в ЕБРР финансировалось более 20 проектов на сумму 1 млрд долл. США, среди которых реконструкция Международного аэропорта «Борисполь» и кредитная линия для малого и среднего бизнеса на сумму 120 млн долл. США.
Вернувшись в Украину, был приглашен на должность советника Премьер-министра Украины и Председателя Национального банка Украины.
1996—1997 гг. советник премьер-министра Украины на общественных началах.
В 1997 году совместно с банком «Аваль» и Международной финансовой корпорацией инициировал создание банка «Австрия Кредитанштальт Украина», который под его руководством в 1998 году был признан лучшим иностранным банком в Украине. Позже создал и стал Председателем Правления ОАО «Международный коммерческий банк».
1999—2005 гг. председатель правления «Международный коммерческий банк».
С 29 августа 2005 года заместитель председателя правления НБУ. С момента назначения на должность заместителя Председателя Национального банка Украины в 2005 году осуществлял общее руководство и контроль за деятельностью Департамента валютного контроля и лицензирования, управления контроля рисков и Управление проектами международных кредитных линий при Национальном банке Украины, а также наличный денежный оборот, включая изготовление банкнот и монет, а также сотрудничество с МВФ и Всемирным банком.
С собственным банковским бизнесом покончил продав в 2007 г. за $75,3 млн свой Международный коммерческий банк греческому Piraeus Bank.
В январе 2009 года фракция БЮТ предлагала отстранить председателя Нацбанка Владимира Стельмаха и его первого заместителя Анатолия Шаповалова от должностей и назначить и. о. председателя НБУ Александра Савченко. До 17 марта 2009 года руководил деятельностью департамента валютного контроля и управления контроля рисков, однако после конфликта в руководстве НБУ лишился основных полномочий.
В сентябре 2009 года подал в отставку в знак «протеста и несогласия с экономическим курсом и политикой руководства НБУ». В том же сентябре 2009 года был назначен заместителем министра финансов Украины.
В марте 2010 года подал в отставку и возглавил Международный институт бизнеса.

## Книги и научные работы
- Экономические методы управления инновационными процессами (1990)
- Эффективность инновационных процессов в машиностроении (1988)
- Баланс незалежності. Хроніка економічних реформ (1998—2005)
- 25 років: Заповіти незалежності України (2017) (А.Савченко, Л.Лукьяненко, И.Драч)
- Антиукраїнець або воля до боротьби, поразки чи зради (Саммит-книга, 2017)
- Антиукраїнець або воля до боротьби, поразки чи зради (А-ба-ба-га-ла-ма-га, 2019)